# Arçay (Cher)
Arçay é uma comuna francesa na região administrativa do Centro, no departamento Cher. Estende-se por uma área de 18 km². Em 2010 a comuna tinha 515 habitantes (densidade: 28,6 hab./km²).